# NGC 7087
NGC 7087 este o galaxie situată în constelația Cocorul. A fost descoperită în 4 septembrie 1834 de către John Herschel. Se află la o distanță de 72,26 de megaparseci de Pământ.